# Володин, Лев Васильевич
Лев Васи́льевич Воло́дин (25 августа 1930, Ардатов — 1996) —  советский и российский и советский трубач и педагог, артист ведущих симфонических оркестров Москвы, доцент Московской консерватории, заслуженный артист РСФСР. Заслуженный артист Удмуртской АССР.

## Биография
Лев Володин начал заниматься музыкой в духовом оркестре Советской Армии, при котором он с 1943 по 1952 год состоял воспитанником и музыкантом. В 1955 году Володин окончил музыкальное училище при Московской консерватории, а затем в 1965 году саму консерваторию по классу Сергея Ерёмина. На протяжении своей карьеры музыкант играл в трёх ведущих симфонических оркестрах Москвы: с 1957 по 1971 год он был солистом ГАСО СССР, с 1971 по 1976 год — симфонического оркестра Большого театра, с 1976 по 1978 год — Московского симфонического оркестра. С 1976 года Лев Володин вновь работал в Госоркестре.
В 1978 году Володин создал квартет трубачей, с которым успешно концертировал. В репертуар квартета входили переложения для труб музыки зарубежных, русских и советских композиторов. С 1979 он преподавал в Московской консерватории, с 1981 года в звании доцента.

## Творчество
Лев Володин был одним из признанных советских мастеров в игре на трубе и в оркестровом исполнительстве в целом. Его коллега Сергей Болотин отмечал в игре Володина эмоциональность, масштабность, виртуозность и свободу владения инструментом. Далее в своей статье о Володине он пишет: 
Если вслушаться в уверенное пение его трубы, экстазную подачу звука, серебристый тон, кажется, что солист раздвигает рамки классических форм, вносит в исполнение своё, особенное звучание, обогащая его новыми жизненными интонациями, тембрами, как бы стараясь показать, какие поистине неисчерпаемые возможности скрыты в «душе» его любимого инструмента.
.

## Награды и звания
- Лауреат I премии Всесоюзного конкурса музыкантов-исполнителей на духовых инструментах в Москве(1957)
- Лауреат I премии VI Всемирного фестиваля молодёжи и студентов в Москве (1957)
- Заслуженный артист Удмуртской АССР (1980)
- Заслуженный артист РСФСР (1986)